# Nunca fuimos a la Luna
Nunca fuimos a la Luna, o en inglés We never went to the Moon es un libro escrito y publicado por Bill Kaysing y Randy Reid en 1976.
El libro fue publicado de nuevo en 2002 sin incluir la coautoría de Randy Reid.

## Argumento
En su libro We never went to the Moon, Kaysing advierte al lector que sus conocimientos de ciencia y tecnología cuando comenzó a trabajar en Rocketdyne "eran iguales a cero", pero que pudo observar las dificultades que presentaba el desarrollo de los motores cohete. Sugiere sin pruebas que el incendio del Apolo 1 el 27 de enero de 1967, en el que murieron los tres astronautas que harían el primer vuelo tripulado de una cápsula Apolo, no fue un accidente sino un triple asesinato. También afirma y también sin pruebas que la muerte de Thomas Ronald Baron, inspector de Control de Calidad de la North American Aviation, cuando su automóvil fue embestido por un tren después de dar testimonio frente al Congreso, en audiencias por el incendio del Apolo 1, no fue en realidad un accidente sino otro asesinato.
También presenta los argumentos que formarían durante décadas la columna vertebral del bulo siendo rebatidos una y otra vez solo para ser presentados de nuevo a la siguiente generación.
Entre sus argumentos están:
- La NASA carecía de los recursos técnicos para colocar un hombre en la Luna y hacerlo regresar sano y salvo a la Tierra.
- La ausencia de un cráter debajo del motor del LEM tal como lo mostraban los dibujos artísticos publicados por la NASA un tiempo antes del alunizaje.
- La ausencia de polvo lunar levantado por el motor de descenso del LEM sobre las patas del mismo, al cual las fotos de Apolo 11 muestran inmaculado, a pesar de que el vídeo del descenso de esa misión muestra una gran cantidad de polvo levantado por el motor.
- “Inexplicables” anomalías ópticas en las fotografías tomadas en la Luna.
- La ausencia de estrellas en las fotos desde la superficie lunar.

Sin embargo, no fue ninguna de esas razones la que al principio le convenció de su teoría. Él escribió que, en julio de 1969, fecha del primer alunizaje, tenía “una corazonada, una intuición... una verdadera convicción” y decidió que no creería que alguien estaba yendo a la Luna.
Kaysing escribió que los astronautas, militares estadounidenses, no tuvieron otra opción que aceptar participar en el fraude. Respecto a científicos e ingenieros dice —citando a Mark Twain: “Dime dónde un hombre obtiene su pan de maíz y te diré de dónde obtiene sus ideas”— que no tienen independencia intelectual como para cuestionar al gobierno o a las empresas para las que trabajan.
La perseverancia de Kaysing en la investigación le permitió recuperar un resumen de unas cincuenta páginas escrito por el propio Thomas Baron de su informe de 500 páginas preparado al Congreso y posteriormente desaparecido. En ese resumen aparece una cantidad de irregularidades en las actividades de la North American Aviation en el desarrollo del programa Apolo que Baron habría observado en su carácter de técnico en Control de Calidad de la empresa en las instalaciones del Centro Espacial Kennedy en Florida.
En la edición de 1981 del libro también analiza la autobiografía del astronauta Buzz Aldrin, sugiere que varios comentarios del astronauta y su posterior problema psicológico indican la tensión de alguien que fue obligado a mentir.
En una entrevista de radio en el año 1996, Kaysing afirmó sin pruebas que la NASA hizo el montaje del accidente del transbordador Challenger asesinando de manera deliberada a los astronautas y a la maestra que iban a bordo. Él sugiere que la NASA podría haber tenido conocimiento de que algunos astronautas estaban a punto de exponer la conspiración y necesitaba garantizar su silencio.
Kaysing también participó en el programa de la cadena estadounidense de televisión Fox llamado Teoría de conspiración: ¿acaso aterrizamos en la Luna? (Conspiracy Theory: Did We Land on the Moon?).